# Петухи (Ключівський район)
Петухи́ (рос. Петухи) — село у складі Ключівського району Алтайського краю, Росія. Адміністративний центр Петухівської сільської ради.

## Населення
Населення — 918 осіб (2010; 1051 у 2002).
Національний склад (станом на 2002 рік):
- росіяни — 97 %